# 浅井井伴
浅井 井伴（あざい いとも）は、戦国時代の武将。浅井氏の家臣。別名に井量。

## 略歴
近江横山城主の浅井井演の子。生没年不詳。
『菅浦文書』の天文7年（1538年）12月付けの発給文書に弥太郎（彌太郎）井量と署名したものがあり、「後改井伴」との注釈がある。
天文11年（1542年）から元亀2年（1571年）まで、北江菅浦（今浜）代官を務めた。この期間の『菅浦文書』には「木工助・井伴」の署名と花押の入った多数の発給文書が残る。